# خوسيه تاديو موناغاس
خوسيه تاديو موناغاس (بالإسبانية: José Tadeo Monagas) (و. 1784 – 1868 م) هو سياسي من فنزويلا . تولى منصب رئيس فنزويلا .
وهو عضو في الحزب الليبرالي في فنزويلا .
توفي في كراكاس .